# منتخب فرنسا تحت 21 سنة لكرة القدم
 منتخب فرنسا تحت 21 سنة لكرة القدم (بالإنجليزية: France national under-21 football team)‏ إحدى المنتخبات الوطنية لكرة قدم في فرنسا.

## الأنجازات

### بطولة أوروبا  تحت 21 لكرة القدم
الفائزون (1): 1988
الوصيف (1): 2002                                                     المركز الثالث (1): 1996

### بطولة طولان
الفائزون (12): 2015, 2007, 2006, 2005, 2004, 1997, 1989, 1988, 1987, 1985, 1984, 1977
النهائيه (14): 1975, 1976, 1978, 1980, 1986, 1991, 1993, 1995, 1996, 1998, 2009, 2011, 2014, 2016

## روابط خارجية
- الموقع الرسمي
- UEFA.com صفحة الفريق لى موقع الويفا